# Walafrid Strabo
Walafrid nebo také Walahfrid Strabo či Strabus (Šilhavý) (808 – 18. srpen 849) byl alamanský benediktinský mnich, teologický spisovatel, básník, botanik, diplomat v letech 838 až 849 opat kláštera v Reichenau.

## Život
Walafrid pocházel z rodu Alamanů a narodil se u Bodamského jezera. Již jako dítě byl rodiči dán do kláštera v Reichenau jako oblát. V letech 823–824 složil řeholní sliby, roku 825 odešel studovat do kláštera ve Fuldě, kde mu přednášel slavný teolog Rabanus Maurus a kde se stal jeho celoživotním přítelem Gottschalk z Orbais, o němž se Walafried často zmiňuje ve svých básních. V letech 829 až 838 působil na dvoře císaře Ludvíka Pobožného v Cáchách jako kaplan císařovny Judity a jako vychovatel budoucího císaře Karla II. Holého. Vzpomínky na tuto profesní a životní etapu později vtělil do básně Metrum Saphicum.
Roku 838 císař Ludvík I. Pobožný jmenoval Walafrida opatem kláštera benediktinů na ostrově Reichenau. Zde Walafried rozvinul své všestranné schopnosti a věnoval se jak teologii, humanitním vědám a básnictví, tak pěstování rostlin.
Napsal rovněž předmluvu k Einhardou spisu Vita Karoli Magni, který dle vlastního uvážení rozdělil do kapitol a tyto opatřil nadpisy, aby se čtenář v díle lépe orientoval.

### České překlady
- O zahradnictví (orig. Liber de cultura hortorum). Uherský Brod: Florart, 2005. 130 S. Překlad, úvod a komentář: Jakub Šimek